# Vicente Palmaroli
Vicente Palmaroli González (n. 5 septembrie 1834, Zarzalejo⁠(d), Spania – d. 25 ianuarie 1896, Madrid, Noua Castilie⁠(d), Spania) a fost un pictor spaniol de portrete și gen.

## Biografie
S-a născut la Zarzalejo⁠(d), fiul lui Gaetano Palmaroli⁠(d), un pictor și litograf italian, care a fost primul său profesor. După moartea tatălui său, în 1853, a preluat poziția oficială a acestuia la colecțiile regale de artă. În 1857 a cerut o permisie pentru a merge la Roma și a-și finaliza studiile, folosind o parte din surplusul de bani din fondul colecțiilor. Pe când acolo, s-a alăturat unui grup de pictori spanioli care s-au întâlnit la Antico Caffè Greco⁠(d), printre care Luis Álvarez Catalá, Dióscoro Puebla⁠(d), José Casado del Alisal, Eduardo Rosales, Benet Mercadé⁠(d), Marià Fortuny și Alejo Vera⁠(d). A participat la Expoziția Națională din 1862 cu două lucrări pe care le-a realizat în Italia, câștigând o medalie clasa I. În anul următor, s-a întors în Italia și a rămas până în 1866.
După revenirea sa la Curte, a câștigat o medalie de aur la Expoziția Națională din 1867. În același an, a însoțit delegația spaniolă la Expoziția Universală de la Paris. Acolo l-a întâlnit pe Ernest Meissonier⁠(d), care va avea o influență asupra lucrărilor sale ulterioare. În următorii câțiva ani, va deveni un pictor portretist renumit. În 1872, a fost numit profesor la Real Academia de Bellas Artes din San Fernando. Un an mai târziu, s-a stabilit la Paris și s-a specializat în crearea de „tableautins”; tablouri de format mic pe teme amuzante sau plăcute concepute pentru a fi atârnate în casă. În 1883, s-a mutat la Roma pentru a deveni director al Academia Española de Bellas Artes de Roma.
S-a întors la Madrid în 1894 când a fost numit director al Muzeului Prado, funcție pe care o va ocupa până la moartea sa. Ca urmare a unei directive regale, a înființat o comisie (formată din el însuși, secretarul și curatorii muzeului) care să examineze lucrările donate și să decidă dacă le acceptă sau le respinge, în condițiile menținerii calității colecției. De asemenea, a supravegheat și întreținerea, care a inclus înlocuirea acoperișurilor din lemn cu unele metalice. Un sistem de încălzire planificat a fost anulat din lipsă de fonduri. Pentru a ajuta la prevenirea incendiilor, locuințele angajaților au fost mutate într-o nouă extensie, construită sub conducerea arhitectului Fernando Arbós y Tremanti⁠(d). Majoritatea lucrărilor adăugate la Prado în timpul mandatului său au fost mutate ulterior în colecția noului Muzeul de Artă Modernă.
A suferit un accident vascular cerebral în timp ce participa la un spectacol de teatru, a devenit invalid și a murit câteva luni mai târziu la Madrid, la vârsta de 61 de ani.